# Kapelle Hl. Großmärtyrer Zar Lazar und alle serbischen Neumärtyrer (Šamac)
Die Kapelle Hl. Großmärtyrer Zar Lazar und alle serbischen Neumärtyrer (serbisch: Капела Светог великомученика цара Лазара и Светих српских новомученика, Kapela Svetog velikomučenika cara Lazara i Svetih srpskih novomučenika), in der Stadt Šamac, ist eine Serbisch-orthodoxe Friedhofskapelle im nördlichen Bosnien und Herzegowina.
Die dem Hl. Großmärtyrer und Zaren Lazar und allen serbischen Neumärtyrern geweihte Kapelle, wurde von 1993 bis 1994 erbaut und gehört zur Pfarrei Šamac I im Dekanat Modriča-Gradačac der Eparchie Zvornik-Tuzla der Serbisch-Orthodoxen Kirche.

## Lage
Die Kapelle steht im Zentrum des alten Serbisch-orthodoxen Friedhofs im Südwesten der Stadt. Nahe dem Friedhof trifft die Hauptstraße der Stadt Šamac, die Ulica Cara Dušana  auf die Fernstraße M17.
Šamac zählt um die 5500 Einwohner und ist das Zentrum der gleichnamigen Opština im nördlichsten Bosnien an der Grenze zu Kroatien. Bei Šamac mündet der Fluss Bosna in die Save, die hier die Grenze zwischen den beiden Ländern bildet.
Die Opština Šamac liegt in der Republika Srpska, dem überwiegend serbisch bewohnten Landesteil Bosniens und der Herzegowina.

## Geschichte

### Alte Friedhofskirche
Frau Mara Aleksić schenkte für das Seelenheil ihres verstorbenen Ehegatten, der Kirchgemeinde von Šamac ein Bauland von 10.000 m². Auf diesem Bauland wurde der bis heute bestehende Serbisch-orthodoxe Friedhof der Stadt angelegt. Die ältesten Grabmäler auf dem Friedhof stammen aus dem 19. Jahrhundert. Inzwischen existiert in Šamac ein zweiter neuer Serbisch-orthodoxer Friedhof.
Die alte Friedhofskirche wurde im Bosnienkrieg am 27. Januar 1992, der Slava (Feiertag) des serbischen Nationalheiligen, des Hl. Sava von Serbien von kroatischen-bosniakischen paramilitärischen Einheiten gezielt durch Sprengstoff zerstört. Somit war diese Friedhofskirche das erste religiöse Gebäude auf dem Gebiet Bosniens und der Herzegowina, das in Folge der Jugoslawienkriege zerstört wurde.

### Heutige Friedhofskapelle
Die heutige Kreuzkuppelkirche in Form eines griechischen Kreuzes mit den Dimensionen 7,1 × 7 m wurde von 1993 bis 1994, während des anhaltenden Bosnienkrieges erbaut. Die Kirche wurde nach einem Entwurf des aus der serbischen Hauptstadt Belgrad stammenden Architekten Branko Pešić erbaut.
Am 8. November 1993 weihte der damalige Bischof der Eparchie Zvornik-Tuzla Vasilije (Kačavenda) die Kapellenfundamente. Und nach einer einjährigen Bauzeit war die Kapelle 1994 fertiggestellt und wurde am 8. November 1994 von Bischof Vasilije (Kačavenda) eingeweiht.

## Belege
- Artikel über die Kapelle auf der Seite des Dekanats Modriča-Gradačac, (serbisch)

Koordinaten: 45° 3′ 7,7″ N, 18° 27′ 37,3″ O